# Mako: Island of Secrets
Mako: Island of Secrets, internationaal bekend als Mako Mermaids: An H2O Adventure, is een Australische televisiereeks voor kinderen en tieners. Het is een spin-off van de reeks H2O: Just Add Water. De serie verscheen voor het eerst op het Australische 'Network Ten' en later op 'Eleven'. Het themalied I Just Wanna Be wordt door Chantelle Defina en Jack Dacy gezongen. De serie wordt geproduceerd door Jonathan M. Shiff in associatie met 'Network Ten' en 'Nickelodeon'.

## Productie

### Seizoen 1
De show werd aangekondigd in juli 2011 en zou bestaan uit zesentwintig afleveringen van zesentwintig minuten, met een optie voor een aflevering van negentig minuten. Het filmen zou eerst in april 2012 beginnen, maar werd uitgesteld tot mei. Op 8 mei 2012 kondigde Shiff Productions de hoofdrolspelers en de startdatum van het filmen aan. Het filmen duurde tot 12 oktober 2012. De serie ging uitgezonden worden in de tweede helft van 2013 en een tweede seizoen werd bevestigd voordat het eerste verscheen. De totale productie van het eerste seizoen kwam op 12,3 miljoen Australische dollars.
De serie kreeg eerst de titel Mako: Island of Secrets. Daarna werd dit Secret of Mako Island en vervolgens Mako Mermaids. In Australië verscheen de serie als Mako: Island of Secrets, op 26 juli 2013. Netflix is de exclusieve internettelevisie-verschaffer voor het televisieprogramma. De eerste dertien afleveringen werden vrijgegeven op 26 juli 2013. De tweede helft van het seizoen werd vrijgegeven op 15 september 2013.
Op 8 november 2013 werd de serie niet meer op Network Ten uitgezonden, maar op Eleven. Het verscheen voor het eerst op Eleven elke vrijdagochtend om acht uur 's morgens. Dit veranderde naar elke zondagochtend om elf uur 's morgens.

### Seizoen 2
Een tweede seizoen werd bevestigd in februari 2013. De productie begon in de tweede helft van 2013. Het wordt gefinancierd door Screen Australia. Inmiddels zijn de opnames van het tweede seizoen klaar. Seizoen 2 (eerste helft) staat sinds 13 februari op netflix. Seizoen 2 (tweede helft) staat sinds 26 mei op Netflix maar onder het verkeerde seizoen. En vanaf 15 februari zond Network 10 het tweede seizoen uit.

### Seizoen 3
Seizoen 3 is in het voorjaar 2016 uitgekomen.
Seizoen 3 is sinds 27 mei 2016 op Netflix beschikbaar, maar onder het verkeerde seizoen (seizoen 4).

## Verhaal

### Seizoen 1
Drie zeemeerminnen, Sirena, Nixie en Lyla, krijgen de opdracht om hun magische eiland Mako Island tegen indringers te beschermen tijdens de maanceremonie, maar worden gedwarsboomd door de komst van twee zestienjarige landbewoners genaamd Zac en Cam die op het eiland willen gaan kamperen. Zac ontdekt een grot in het magische gedeelte van het eiland als hij ´s avonds het bos inloopt om te gaan plassen. Als hij de grot inloopt, en een vreemd symbool op de muur aanraakt, zakt hij door de grond onder hem, en valt hij in de Maanvijver, terwijl Sirena, Nixie en Lyla daar aanwezig zijn. Hierdoor krijgt hij een blauwe visachtige staart en verbazingwekkende waterkrachten. Hij is een zeemeerman geworden. De zeemeerminnenraad is hierachter gekomen, en besluiten daarom om weg te vluchten van Mako omdat ze anders niet veilig zouden zijn met Zacs aanwezigheid. Ook verbannen ze Sirena, Nixie en Lyla, omdat zij gefaald zouden hebben in hun taak en de school verraden zouden hebben.
Daarom moeten de drie meiden ervoor zorgen dat Zacs krachten worden ontnomen, zodat ze terug kunnen keren naar de school. Hiervoor moeten ze benen krijgen en dit lukt ook dankzij de maanring die Sirena van haar zus Aquata heeft gekregen. Al snel ontdekken ze dat Zacs krachten stelen geen appeltje eitje is. Ook ontmoeten ze een zeemeermin die op het land leeft, Rita Santos, schoolhoofd van Suncoast High. Zij heeft een geheime grot onder haar huis waar de drie meiden mogen wonen. Zac onthult zijn krachten aan zijn beste vriend Cam. Die wordt erg jaloers op Zac. Maar Zac vertelt hier niets over tegen zijn vriendin Evie McLaren. Die vindt die drie nieuwe "nichtjes" van Rita maar raar en heel verdacht. Na een aantal pogingen om Zacs krachten te ontnemen, proberen ze het via een andere manier: vrienden met hem worden en zijn vertrouwen winnen. Als Evie een zwemfeestje voor Zac bij hem thuis organiseert, wordt Zac door Cam in het zwembad geduwd, en komen Sirena, Nixie en Lyla zogenaamd achter Zacs geheim. Ze worden al gauw vrienden met Zac zonder dat hij van hun taak en geheime identiteit als zeemeerminnen af weet. Ondanks dat Lyla niet positief is over mensen, wordt ze al gauw gehecht aan Zac.
Door Rita ontdekken de zeemeerminnen dat zeemeermannen eeuwen geleden vijanden waren van de zeemeerminnen. Zeemeerminnen wisten hen te stoppen met behulp van een zeemeerman, en verborgen de drietand - het machtigste wapen van de zeemeermannen - ergens op Mako Island. Als Zac onder invloed raakt van de volle maan, gaat hij rare dingen doen, en uiteindelijk weet hij de drietand te vinden als hij een grot inloopt en door een portaal springt naar een oneindige oceaan. Hij besluit om de drietand de volgende volle maan te gaan halen. Dit doet hij ook, maar de drie zeemeerminnen achtervolgen hem en springen ook door het portaal. Hierdoor ontdekt hij hun ware identiteit. De spanningen stijgen en Zac beschouwt hen niet meer als vrienden. Hij vertrouwt nu nog enkel Cam. Ook ontdekt Zac Rita's geheim en haar geheime grot onder haar huis. Sirena wordt intussen verliefd op David, een werknemer van het Ocean Café waar ook Evie werkt. Nixie, Lyla en Sirena proberen Zac te vertellen dat de drietand een gevaarlijk object is, maar dit wil hij niet geloven. Daarom proberen ze de drietand van hem te stelen. Dit mislukt een paar keer, maar ze weten hem toch te bemachtigen. Zac gaat op zoek naar zijn drietand, en vindt hem ook weer terug. Maar niet zonder een gevecht. Lyla beschermd de drietand, en als ze erachter komt wat Zac van plan is, gaat ze er meteen naartoe. Samen vechten ze over te drietand, maar uiteindelijk raakt Lyla bewusteloos en gewond, en ziet Zac in dat het slecht is waarmee hij bezig is. Lyla komt er weer boven op, en samen met de drie zeemeerminnen brengt Zac de drietand terug naar waar hij hem gevonden had.
Deze kans gebruikt Cam zodat hij de drietand weer in handen krijgt, en ook een meerman zal worden. Zijn plan is de macht over Mako Island te nemen. Nixie - niet wetend wat Cam werkelijk van plan is - raakt betrokken in zijn leugens. Door Cam krijgt Evie ook de waarheid te horen wanneer ze dreigt te verdrinken in het portaal. Evie kan maar nauwelijks geloven wat er gebeurd is, en wil er niets mee te maken hebben. Samen met Zac kunnen Lyla, Sirena en Nixie Cam stoppen. De drietand wordt hierbij vernietigd en onschadelijk gemaakt. Evie accepteert hoe Zac nu is en verontschuldigt zich bij de drie meerminnen. Evie was immers niet vriendelijk de laatste tijd, deels omdat ze dacht dat Lyla en Zac een geheime relatie hadden. Rita beloont de zeemeerminnen met elk hun eigen Maanring. Zac, Lyla, Nixie en Sirena die samen in de zee zwemmen is de laatste scène van het eerste seizoen.

### Seizoen 2
Seizoen 2 verschijnt in 2015 in Australië op het scherm.
Nixie en Lyla zijn met een nieuwe school op zoek gegaan naar een nieuwe plek in de oceaan, terwijl Sirena blijft achter bij de oude school. Het hoofd van de meerminnen school geeft Sirena de opdracht om Zacs krachten alsnog proberen te ontnemen, want die nacht zou het kunnen lukken. Sirena ontmoet twee nieuwe beste zeemeermin-vriendinnen genaamd Ondina en Mimmi, die een nieuwe plan hebben om Zacs krachten te ontnemen. Ze hebben een drankje gemaakt met de kracht van 50 volle manen. Die nacht (volle maan) wordt Zac door het eiland naar de vijver toegetrokken. Evie is bezorgd om Zac en gaat achter hem aan, maar ze komt in de vijver terecht gedurende de volle maan, terwijl Mimmi en Ondina het drankje op Zac aan het gebruiken zijn. In plaats van dat het drankje op Zac werkt, tast het Evie aan. Hierdoor  verandert ze in een zeemeermin. Evie is in shock, en wil dat alles zo snel mogelijk wordt terug gedraaid, want ze wil helemaal geen zeemeermin zijn.
Niet lang daarna ontmoeten Sirena, Ondina, Mimmi, Zac en Evie een nieuwe werknemer in het café: Erik. Door een ongeval ontdekt Erik vrij snel het grote geheim van Ondina. Hierdoor laat hij Ondina zijn grootste geheim zien: hij is ook een meerman. Niet vlak daarna beginnen Ondina en Erik een relatie (met ups en downs). Ondertussen raakt Evie gewend aan haar nieuwe situatie, en wil ze haar krachten behouden. Zac ontdekt een nieuwe geheime kamer op Mako Island, die alleen hij kan beheersen. De drie meerminnen proberen hem te helpen, maar hem ook deels tegen te houden. Het blijkt dat de kamer de kracht van alle zeemeerminnen wegneemt, waardoor de zeemeerminnen zullen sterven. Erik, die zelf natuurlijk ook een meerman is, helpt Zac om achter het mysterie te komen van de mysterieuze kamer (die blijkbaar gebouwd is door een meerman, voor de overwinning van meermannen).
Halverwege de serie komt Zac achter waarom alleen hij de kamer kan openen. Zac is geboren als een echte meerman, en was dus nooit een echt landmens. Mimmi is zijn zus(wat de visioenen verklaart tussen de twee), en zijn echte moeder is een zeemeermin genaamd Nerissa. Nerissa zou Zac betoverd hebben met een krachtige spreuk, waardoor Zac geen staart zou krijgen als hij water zou aanraken. Deze spreuk kon alleen verbroken worden als hij zich in de maanvijver zou bevinden tijdens een volle maan (wat ook gebeurd is in seizoen 1). Hierdoor is Zacs hart letterlijk gebroken en wil hij niets met Mimmi te maken hebben. Ook vraagt hij aan zijn ouders de waarheid, en die bevestigen dat ze Zac gevonden hadden op het strand, maar dat niemand hem claimde. En vanwege de kinderwens die zijn adoptieouders hadden, hebben ze hem geadopteerd. Zac is nog steeds gebroken, maar uiteindelijk is het Mimmi die hem vertelt dat zij nooit familie heeft gehad, maar Zac wel, en dat hij daarom zijn adoptieouders dankbaar zou moeten zijn. Dit motiveert Zac om uit zijn boze bui te ontsnappen, en wil hij wel contact met Mimmi.
De kamer is ontworpen door Zacs echte vader, een meerman die het uiteindelijk niet geactiveerd heeft wegens zijn liefde voor Nerissa. Het drietal, Zac, Erik en Cam (die weer bevriend is met Zac) ontdekken dat de drietand van het vorig seizoen het voorwerp blijkt te zijn dat nodig is om de kamer daadwerkelijk te activeren. Sirena vertelt hen dat de drietand is vernietigd, alleen niet dat de drietand steen er nog is. De drietand steen wordt alleen geactiveerd door Zacs aanraking, maar het ontneemt daadwerkelijk de krachten van alle meerminnen. Zac wil dit de meerminnen niet aandoen, maar Erik wil per se de kamer activeren met de drietand steen, ook al kost dit zijn relatie met Ondina.
Erik steelt de drietand steen en betreedt de kamer, om zo de kamer te activeren. Het drietal en Zac gaan achter hem aan, maar kunnen niets doen. Doordat de kamer is geactiveerd ontneemt het de krachten van de meerminnen en Zac zijn krachten waren daarvoor al gestolen door Erik, nadat hij de drietand steen had meegenomen. Evie is de enige die geen krachtafname voelt (waarschijnlijk doordat zij half-meermin is) en helpt het groepje.
Uiteindelijk lukt het Zac om de kamer te deactiveren, maar overleeft het op het nippertje. De krachten van de meerminnen beginnen weer aan te sterken en Mimmi legt de drietand steen op Zacs borst. Hierdoor begint er weer kracht en leven in Zac te komen en de drietand steen lost op in de handen van Mimmi en Zac.
Door het ongeval van de kamer verlaat Ondina Erik en Erik werd nooit meer gezien. Doordat de kamer voor altijd is gedeactiveerd kan de school weer terugkomen naar Mako en het hoofd van de school, Veridia, accepteert Zac en Evie in haar school. Hopelijk zal er ooit vrede zijn tussen het land en de zee. Evie krijgt als beloning ook een maanring.

### Seizoen 3
Het verhaal begint in Shanghai, China. Weilan, een Chinese meermin van de oosterse school, wordt in het water geconfronteerd door een waterdraak. Zij vlucht van Shanghai naar Mako, waar zij bij Rita mag blijven logeren. Helaas voor haar is de draak haar gevolgd en valt met volle maan de Mako school aan. Gelukkig zijn Mimmi, Ondina en Evie op tijd om de school te waarschuwen. Weilan vertelt dat de draak een aantal jaren terug de oosterse school heeft uitgeroeid. De draak neemt de kracht en staart van de meermin af. Dit is niet meer terug te draaien. Nu zit de draak achter de Mako school aan en is de school niet meer veilig tijdens elke volle maan.
De meerminnen en Zac zoeken uit hoe ze de draak kunnen uitschakelen. ondertussen is Ondina lerares geworden van de meerminnenschool, Mimmi is aan het werk in het Marine park, gaat Weilan naar school en Evie krijgt van Ondina les hoe ze haar maanring kan gebruiken. Na een aantal mislukte pogingen om de draak uit te schakelen, denkt Zac dat hij de draak voorgoed kan vernietigen met de magie-truc die Weilan kent. Hij vraagt Weilan hem de truc uit te leggen, maar wil Weilan dit niet. Hij weet haar toch te overtuigen, en Zac leert de verdedigingstruc: Turn-The-Tide. De gebruiker creëert een magisch schild, die iedere magie afkomstig van de aanvaller terug weerkaatst naar de aanvaller. Tijdens volle maan komt de draak weer tevoorschijn en lokt Zac de draak richting de maanvijver, waar Evie ook aanwezig blijkt te zijn. Het lukt Zac niet om met zijn krachten de draak te stoppen, in tegendeel. Evie wil Zac beschermen tegen de draak, maar de draak ontneemt haar krachten en haar staart. Evie is hierdoor weer geheel een mens.
Ondina geeft Weilan er de schuld van dat dit is gebeurd, want Weilan zou de draak met zich mee gebracht hebben. Hierdoor loopt Weilan weg. De Chinese verkoper, die haar al eerder had geholpen met een puzzeldoos, vertelt haar terug te gaan. Ook laat hij haar een tekening zien van een waterdraak. Maar dan gebeurt er iets met Mimmi. Ze krijgt een schim van een vrouw te zien die alleen zij en Zac (via visioenen) kan zien. Mimmi gelooft dat dit haar moeder Nerissa is. De schim legt contact met haar via haar maanring, en daarom wil Mimmi de schim van haar moeder hiermee weer oproepen. Weilan is bang dat ze hierdoor onbedoeld de draak oproept, omdat de ring maanlicht afgeeft tijdens het gebruik dat zich in de ring heeft opgeslagen. Dit gebeurt dan ook en Mimmi roept de draak op klaarlichte dag op. De draak gaat achter haar aan, maar valt haar uiteindelijk niet aan. Mimmi beseft dat ze haar moeder moet loslaten.
Na deze aflevering krijgt Rita een evaluatie over haar functioneren als schoolhoofd. Als zij per ongeluk heel oud wordt door een thee die ze gedronken heeft, beseft zij dat de tijd heel snel kan gaan en wat ze kan verliezen en zal missen. Ze kiest er uiteindelijk voor om te stoppen met haar baan en meer te genieten van het leven als meermin. Ondina stopt als lerares van de kleine meerminnen en Rita neemt haar taak over. Een paar dagen voor volle maan gaan de meerminnen naar een boeksigneersessie en zien ze een bijzondere armband. De armband komt uit de oosterse zee en komt voor in de legende van Jiao long de draak. Weilan komt erachter dat het de legende is wat ze een paar maanden eerder zag op de schilderij. De legende gaat over een Chinese meermin die verliefd werd op een landjongen. Zij werd hierdoor gestraft door andere school en ze veranderde de landjongen in een draak. Zij heeft hem verlost met de armband. Mimmi gelooft dat de huidige draak nog weleens haar moeder zou kunnen zijn. Weilan gelooft dit ook, doordat ze Nerissa op jonge leeftijd heeft ontmoet. Nerissa is namelijk plotseling verdwenen na een conflict met een andere meermin genaamd Aurora.
Het is inmiddels alweer bijna de dag dat het volle maan wordt en de meerminnen willen de armband stelen. Echter is de armband in handen van Rikki Chadwick, een half-meermin. In eerste instantie wil Rikki de meerminnen de armband niet geven. De meerminnen weten al vrij snel dat zij een half-meermin is en uiteindelijk wordt Rikki overtuigd door Ondina. Ondertussen proberen Mimmi en Zac Veridia en de overige raadsleden te overtuigen om de draak te redden, aangezien dit hun moeder kan zijn. Veridia blijft toch bij haar eigen plan. Mimmi besluit om uiteindelijk de armband te gebruiken en met volle maan de draak te confronteren. Tijdens de volle maan komt de draak tevoorschijn en activeert Mimmi de armband. Mimmi voelt dat het haar moeder is en de draak wordt vernietigd. Nerissa herrijst uit de zee en wordt herenigd met haar kinderen Mimmi en Zac.
Aan het einde van de serie laat Mimmi haar geheim zien aan Chris, een jongen die ook in het waterpark werk en waar Mimmi verliefd op is. Rikki gaat verder met haar baan, maar zou nog wel een keer de school willen ontmoeten samen met nog wat andere vriendinnen. Weilan heeft een maanring gekregen en besluit om weer terug te gaan naar Shanghai om een nieuwe school te starten, en Ondina wil graag een tijdje met haar mee. Mimmi blijft om tijd door te brengen met haar moeder en Zac. Zac wil ook graag zijn echte moeder leren kennen en is van plan om zijn pleegouders te vertellen over zijn afkomst.

## Film
Maker Jonathan M. Shiff, die ook H2O: Just Add Water heeft gemaakt, tweette in 2015 dat er een film zou komen na seizoen 3, maar die film lijkt voor onbepaalde tijd te worden opgeschort.

## Nederlandse tv
Op 17 januari 2016 heeft Disney Channel Nederland en België de serie uitgezonden in gedubde versie.

## Personages
(Beschrijving van karakters kunnen SPOILERS  bevatten)

### Hoofdpersonages

#### Lyla
| Personage | Actrice  | Serie een       | Serie twee                                          | Serie drie     | Eerste verschijning |
| --------- | -------- | --------------- | --------------------------------------------------- | -------------- | ------------------- |
| Lyla      | Lucy Fry | 26 afleveringen | 0 afleveringen (wordt genoemd in eerste aflevering) | 0 afleveringen | "Outcasts"          |

Lyla is een van de hoofdpersonages in "Mako: Island of Secrets" en een van de drie zeemeerminnen die Zacs krachten moeten stelen. Er werd beweerd dat Lyla de rebelse zeemeermin zou zijn, net zoals Rikki in H2o. Ze is een vurige, slimme en vastberaden zeemeermin. Ondanks dat ze Zacs krachten moet ontnemen, ontwikkelt ze gevoelens voor hem. Lyla en Zac worden nog closer als Zac haar verwond met de drietand, en hij haar red van de dood door haar naar Rita's grot toe te brengen waar de zeemeerminnen haar kunnen genezen met hun maanringen. In seizoen 2 wordt duidelijk dat Lyla een nieuwe school gestart is samen met Nixie.
- Lyla wordt gespeeld door Lucy Fry, en verschijnt niet in seizoen 2, omdat ze tijdens de opnames van het tweede seizoen bezig was met het filmen van de film Vampire Academy.

#### Nixie
| Personage | Actrice     | Serie een       | Serie twee                                          | Serie drie     | Eerste verschijning |
| --------- | ----------- | --------------- | --------------------------------------------------- | -------------- | ------------------- |
| Nixie     | Ivy Latimer | 26 afleveringen | 0 afleveringen (wordt genoemd in eerste aflevering) | 0 afleveringen | "Outcasts"          |

Nixie is een van de hoofdpersonages in "Mako: Island of Secrets" en een van de drie zeemeerminnen die Zacs krachten moeten stelen. Nixie is heel avontuurlijk en houdt ervan om eens gek te doen. Ze belandt soms in problemen omdat ze niet stil kan zitten. Ze doet enkel waarvan ze gelooft dat dat het juiste is. In seizoen 2 wordt bekendgemaakt dat ze samen met Lyla een nieuwe school is gestart.
- Nixie wordt gespeeld door Ivy, en zal niet in het tweede seizoen voorkomen omdat ze een contract aangeboden kreeg van een Amerikaanse zender.

#### Sirena
| Personage | Actrice    | Serie een       | Serie twee      | Serie drie                                         | Eerste verschijning |
| --------- | ---------- | --------------- | --------------- | -------------------------------------------------- | ------------------- |
| Sirena    | Amy Ruffle | 26 afleveringen | 26 afleveringen | 0 afleveringen (wordt genoemd in de 1e aflevering) | "Outcasts"          |

Sirena is een van de hoofdpersonages in "Mako: Island of Secrets" en een van de drie zeemeerminnen die Zacs krachten moet stelen. Sirena is de tussenpersoon en vredesbewaarder voor Nixie en Lyla. Ze heeft een mooie persoonlijkheid en is een beetje naïef dat in haar nadeel kan werken. Haar zus Aquata vertrekt in het begin van de serie met de rest van de school. Zij heeft in seizoen 1 als enige een maanring van de drie, die ze heeft gekregen van haar zus. Door de serie heen blijkt dat Sirena een talent heeft voor zingen en ze krijgt gevoelens voor een landjongen: David. Als ze dankzij Aquata de kans krijgt om terug te mogen keren naar de school doet ze dat niet, want ze wil Nixie en Lyla niet achterlaten. In seizoen 2 blijft Sirena achter in de oude school. Ze raakt bevriend met Ondina en Mimmi en blijkt nu iets meer een leider te zijn van dit nieuwe drietal (aangezien zij meer weet van het land en hoe je met mensen moet omgaan). Ook wordt ze veel closer met Evie, doordat Evie een meermin wordt. Zij zorgt ervoor dat Evie meer leert van het meermin leven. In de laatste aflevering van seizoen 2 vertelt ze haar geheim aan David, die hij accepteert. In seizoen 3 is Sirena op vakantie in Hawaï met haar zus Aquata. Zij komt dus ook niet voor in dit seizoen.

#### Zac Blakely
| Personage   | Acteur       | Serie een       | Serie twee      | Serie drie      | Eerste verschijning |
| ----------- | ------------ | --------------- | --------------- | --------------- | ------------------- |
| Zac Blakely | Chai Romruen | 26 afleveringen | 26 afleveringen | 16 afleveringen | "Outcasts"          |

Zac Blakely is een van de hoofdpersonages in de serie en is het doel van Sirena, Nixie en Lyla's taak. Hij wordt een zeemeerman (eigenlijk was hij dit al de hele tijd) nadat hij in de maanvijver valt tijdens een volle maan. Dit gebeurt tijdens een kampeertripje naar Mako Island met zijn beste vriend Cam. Hij is sportief opgegroeid en houdt vooral van watersporten. Hij woont in de garage van zijn ouders die hem toelieten om de garage om te bouwen tot zijn huis, en hem zo te maken als hij wilde. Hij heeft in het begin van de serie een relatie met Evie McLaren, dit gaat halverwege seizoen 1 uit omdat Zac iets voor haar achterhoudt (later komen ze weer bij elkaar). Ook hebben Lyla en Zac een hechte band met elkaar, en die wordt nog hechter als Zac Lyla verwondt met de drietand wanneer ze hierover in gevecht raken. Hij redt haar door haar naar Rita's grot toe te brengen, waar de zeemeerminnen hun maanringen gebruikten op Lyla om haar te genezen. Evie ontdekt Zacs geheim omdat ze bijna verdronk in de oneindige zee. Zac moest haar redden waardoor zij hem in meermanvorm zag. Hierna wilde ze niets meer met Zac te maken hebben, maar accepteerde achteraf toch dat haar vriendje een meerman is.
In seizoen 2 komt Zac erachter dat hij nooit een echte landjongen is geweest, maar een volle meerman. Zijn moeder Nerissa had hem betoverd, zodat hij geen staart kreeg als hij water zou aanraken. Dit kon alleen opgeheven worden als Zac zich in de maanvijver zou bevinden tijdens een vollen maan, wat ook gebeurt in seizoen 1. Doordat Nerissa ook de moeder van Mimmi is, zijn Zac en Mimmi broer en zus van elkaar. Net als seizoen 1, blijft Zac in seizoen 2 trouw aan de meerminnen en wordt aan het einde van seizoen 2 dan ook als eerste meerman geaccepteerd door de school. In seizoen 2 is ook een flashback te zien waarin we zien hoe Zacs "On land" ouders hem hebben gevonden. In seizoen 3 is Zacs rol veel kleiner. Zijn band met Mimmi is veel hechter geworden. Hij helpt de meerminnen om de draak uit te schakelen. De draak valt hem aan wanneer hij het drakenvuur van de draak wil terugkaatsen met de truc: Turn-The-Tide. Evie wordt door het drakenvuur geraakt en raakt hierdoor haar krachten kwijt. Als Zac hoort dat de draak wellicht zijn echte moeder kan zijn, helpt hij zijn zus. Hij wordt herenigd met Nerissa. Hij wil graag tijd doorbrengen met Nerissa en Mimmi. Ook wil hij zijn pleegouders vertellen over Nerissa, Mimmi en zijn afkomst. Zijn ouders zullen dus waarschijnlijk horen dat hij een meerman is.

#### Ondina
| Personage | Actrice       | Serie een      | Serie twee      | Serie drie      | Eerste verschijning |
| --------- | ------------- | -------------- | --------------- | --------------- | ------------------- |
| Ondina    | Isabel Durant | 0 afleveringen | 26 afleveringen | 16 afleveringen | "The Seventh Cycle" |

Ondina is een van de nieuwe hoofdpersonages en een nieuwe zeemeermin in het tweede seizoen. Haar personage is losjes gebaseerd op Rikki, van H2O: Just Add Water. Ondina is vastberaden om Zacs connectie met Mako Island te verbreken en haalt haar allerbeste vriendin Mimmi over om mee te gaan. Ondina denkt soms dat ze alles op eigen kracht kan doen en luistert niet naar anderen, ook niet naar Mimmi. Ook kan ze erg prikkelbaar zijn. Zo belandt ze soms in vervelende situaties, zoals dat ze al vrij snel in seizoen 2 haar geheim per ongeluk laat zien aan Erik waarop Erik haar gerust stelt door haar zijn staart te laten zien. Kort daarna begint zij gevoelens voor hem te krijgen en krijgen ze een relatie (dat aan het einde van seizoen 2 weer uitgaat, doordat Erik niet voor haar heeft gekozen). In het begin heeft Ondina een flink conflict met Weilan, ze geeft haar overal de schuld van. Later worden ze toch goede vriendinnen. In het begin van seizoen 2 vertrouwt Ondina Zac en de rest niet, maar langzaam aan begint ze met iedereen vrienden te worden. In seizoen 3 wordt Ondina door Veridia als lerares aangewezen voor de kleine meerminnen. Echter, Ondina vervult haar rol niet goed en raakt dan ook vaak een van haar leerlingen kwijt (Amaris). Daarnaast lukt het haar ook niet heel goed om Evie met de maanring om te laten gaan. Uiteindelijk stopt Ondina dan ook met de taak als lerares en geeft het stokje over aan Rita. Net als de andere meerminnen wil Ondina tegen de draak vechten, maar ze staat later achter Mimmi. Ook is ze erg ontdaan als Evie haar staart kwijtraakt. Aan het eind van de serie besluit ze met Weilan mee te zwemmen naar Shanghai en eventueel daar ook een tijdje te blijven, om later weer terug te gaan naar Mako.

#### Mimmi
| Personage | Actrice       | Serie een      | Serie twee      | Serie drie      | Eerste verschijning |
| --------- | ------------- | -------------- | --------------- | --------------- | ------------------- |
| Mimmi     | Allie Bertram | 0 afleveringen | 26 afleveringen | 16 afleveringen | "The Seventh Cycle" |

Mimmi is een nieuw hoofdpersonage en zeemeermin in seizoen 2. Mimmi is een krachtige en intelligente zeemeermin en kan zelfs gevaarlijk overkomen: ze blijkt namelijk van het Noorden pod te komen (niet als de rest van de meerminnen, die komen van het Zuiden). Door haar intelligentie lukt het haar om o.a. toverdranken te maken en kan zij naast dolfijnen ook met walvissen praten. Haar allerbeste vriendin is Ondina, maar soms zijn er spanningen tussen de twee wanneer Ondina niet naar Mimmi wil luisteren of dat Mimmi er niet mee eens is dat Ondina een relatie heeft met Erik. In de loop van de serie raakt Mimmi bevriend met Sirena, Zac, Evie en de anderen, maar krijgt ze ook te horen dat Zac haar broer is (dat zij gelijk accepteert, terwijl Zac dit in eerste instantie niet accepteert). Hierdoor wil Mimmi ook deels op het land blijven en krijgt ze ook een baantje, waar ze haar eerste liefde ontmoet, Chris. Aan het einde van seizoen 2 is Mimmi degene die Zac weer zijn krachten en leven teruggeeft. In seizoen 3 ontvangt Mimmi Weilan met open armen en fungeert als peacemaker tussen Ondina en Weilan. Mimmi is veelal bezig met dingetjes maken en is ze druk bezig met haar werk. Ze begint te daten met Chris en krijgt ook een relatie met hem. Net als de rest van de meerminnen wil Mimmi de draak uitschakelen. Op den duur krijgt zij een schim van een meermin, dat haar moeder blijkt te zijn. Niet veel later komt Mimmi tot de conclusie dat de draak haar moeder zou kunnen zijn en wil haar moeder dan ook bevrijden. Dit lukt haar dan ook en wordt weer herenigd met haar moeder. Samen met Zac gaan ze de verloren tijd inhalen.

#### Erik
| Personage | Acteur     | Serie een      | Serie twee      | Serie drie                                      | Eerste verschijning |
| --------- | ---------- | -------------- | --------------- | ----------------------------------------------- | ------------------- |
| Erik      | Alex Cubis | 0 afleveringen | 26 afleveringen | 0 afleveringen (wordt genoemd in aflevering 12) | "The seventh cycle" |

Erik is een meerman en komt voor het eerst voor in seizoen 2. Al vrij snel ontdekt hij rondom het café waar hij werkt dat er meerminnen aanwezig zijn, doordat hij ziet dat ze een maanring om hebben. Niet vlak daarna ontdekt Erik het grootste geheim van Ondina, waar hij andersom ook zijn geheim laat zien. Nadat ook zijn geheim bekend is, wordt hij bevriend met Zac, Cam en Ondina (hij krijgt met haar ook een relatie en haalt haar zelfs over om op het land te blijven, voor hem). Mimmi vertrouwt hem echter niet. Door de serie heen helpt Erik Zac om de kamer te activeren, maar aan het einde van het seizoen komt zijn ware aard naar boven: hij wil per se de kamer activeren, aangezien dat het daadwerkelijke doel was van de kamer. Het kan hem dan ook vrij weinig schelen of de meerminnen hun krachten verliezen en zet zijn relatie met Ondina dan ook op het spel (waarschijnlijk als eerwraak van het feit dat meermannen vroeger als pasgeborene weggegeven worden en geen pod hebben). Toch komt het bij Erik erg hard aan als iedereen zich om Zac bekommert, die het misschien niet overleeft. Aan het einde van seizoen 2 besluit Erik om het eiland te verlaten, aangezien Ondina niet meer met hem verder wil. In seizoen 3 komt Erik niet meer voor, maar komt hij wel ter sprake aan het einde van het seizoen. Ondina vertelt Weilan dat zij erg is gekwetst door Erik na wat hij had gedaan en bang is dat Mimmi hetzelfde overkomt (als zij op date gaat met Chris). Blijkbaar heeft ze erg van hem gehouden.

#### Evie Mclaren
| Personage    | Actrice       | Serie een       | Serie twee      | Serie drie      | Eerste verschijning |
| ------------ | ------------- | --------------- | --------------- | --------------- | ------------------- |
| Evie Mclaren | Gemma Forsyth | 21 afleveringen | 13 afleveringen | 16 afleveringen | "Outcasts"          |

Evie is Zacs vaste vriendin. Er wordt duidelijk gemaakt dat de twee al een tijdje voor de start van de serie samen zijn maar later maakt Evie het uit met Zac. Ze werkt in de Ocean Cafe bij het klerenstandje. Wanneer ze Lyla, Sirena en Nixie ontmoet, verdenkt ze het trio er eerst van dat ze haar "stalken". Ze wordt toenemend jaloers wanneer Zac meer tijd doorbrengt met Lyla en hem er zelfs van beschuldigd dat hij haar bedriegt. Ondanks Zacs eindeloze verklaringen blijft ze wantrouwend tegenover de drie meisjes. Maar wanneer ze uiteindelijk wordt geïnformeerd over de wereld van de zeemeerminnen, wordt alles opgelost en verontschuldigt ze zich bij de drie voor hen veel te snel te veroordelen. In seizoen twee komt ze per ongeluk terecht in de Maanpoel tijdens een volle maan en wordt ze een zeemeermin. In eerste instantie vindt ze het helemaal niets en hoopt dat Mimmi en Ondina haar weer normaal kunnen maken maar later leert ze ermee te leven en krijgt ze er zelfs plezier in. Ze krijgt ook een maanring en is welkom in de pod. Ook blijkt ze alleen met haar vader te wonen, haar moeder Sarah is op jonge leeftijd overleden. In seizoen 3 mag Evie voor het eerst volle maan vieren met de pod. Tijdens deze viering ziet ze een waterdraak in de zee. Ze krijgt les van Ondina om haar maanring te gebruiken, maar ze krijgt het niet volledig onder de knie. Inmiddels kan ze wel net zo snel als haar vriendinnen zwemmen. Als Evie merkt dat Zac veel omgaat met Weilan wordt ze jaloers, maar komt er al snel achter dat het met de draak te maken heeft. Tijdens de volgende volle maan probeert ze Zac te waarschuwen in de maanpoel, maar wordt samen met Zac geconfronteerd door de draak. Evie gebruikt haar maanring, maar haar kracht en staart wordt voor altijd ontnomen door de draak. Ze is erg verdrietig en ontdaan, maar uiteindelijk accepteert ze het feit dat ze geen meermin meer is. Ze geeft haar maanring terug aan de pod en besluit om nog steeds met haar vriendinnen te zwemmen, met een duikpak.
- Er bestaat een kans dat ze weer meermin zou kunnen worden. (De serie gaat er alleen niet verder op in)

#### Weilan
| Personage | Actrice   | Serie een      | Serie twee     | Serie drie      | Eerste verschijning     |
| --------- | --------- | -------------- | -------------- | --------------- | ----------------------- |
| Weilan    | Linda Ngo | 0 afleveringen | 0 afleveringen | 16 afleveringen | "A Visit from the East" |

Weilan is een nieuwe hoofdpersonage en een Chinese zeemeermin van seizoen 3. Ze komt van het oosterse pod vandaan. Weilan is een meermin, die op jonge leeftijd is gevlucht met haar grootmoeder naar het vasteland -Shanghai-. Dit komt door een eeuwenoude draak, die het oosterse pod aanvalt en zo ook heel de pod uitroeit. Op latere leeftijd wordt zij weer geconfronteerd door de draak en vlucht zij richting Mako Island. Ze sluit zich aan bij de andere meerminnen en Zac en proberen met z'n allen de draak te vernietigen. Doordat Weilan al op jonge leeftijd is opgegroeid op het land, lijkt ze meer op een landmeisje dan een meermin. Zo zit zij op dezelfde school als Zac en heeft ze nooit haar maanring ontvangen. Ze heeft dezelfde karaktereigenschappen als Ondina en durft snel haar mening te geven. Ze demonstreert hele andere krachten dan de andere meerminnen, doordat de oosterse pod andere technieken gebruikt. Naarmate het seizoen vordert is Weilan met iedereen bevriend geraakt en helpt mee met de mysterie rondom de draak. Aan het einde van de serie heeft Weilan een maanring gekregen en wil ze terug naar Shanghai, om een nieuwe pod op te starten. Ondina wil graag met haar mee om haar te helpen.

### Bijrollen

#### Cam Mitchell
| Personage | Acteur            | Serie een       | Serie twee      | Serie drie      | Eerste verschijning |
| --------- | ----------------- | --------------- | --------------- | --------------- | ------------------- |
| Cam       | Dominic Deutscher | 25 afleveringen | 13 afleveringen | 16 afleveringen | "Outcasts"          |

Cam is Zacs beste vriend die als eerste zijn geheim te horen krijgt. Hij helpt Zac vaak met het verbergen van zijn geheim, maar wordt al snel jaloers en nijdig omwille van Zacs krachten. Naar het einde van het eerste seizoen keert hij zich tegen de zeemeerminnen en Zac. Hij wil namelijk zelf een meerman worden, maar dit mislukt. Hierdoor verbreekt Zac de vriendschap met Cam. Hij vormt ook een kleine liefdesinteresse voor Nixie. In seizoen 2 raakt hij bevriend met Erik. Door seizoen 2 heen helpt Cam stukje bij beetje Zac en de rest mee om het mysterie te onthullen van de kamer en hun geheim stil te houden. Hierdoor worden Zac en Cam weer vrienden en sluit Cam ook met de rest een vriendschap. Hij komt uiteindelijk zelf ook achter dat hij toch geen meerman meer wil zijn, omdat dat erg veel verantwoordelijkheid tot zich neemt. Hij zal aan het einde van seizoen 2 ook achter Zac en de meerminnen staan en zich tegen Erik keren. Ook krijgt hij gevoelens voor Carly en krijgen ze een relatie met elkaar. In seizoen 3 wordt Cam mede-eigenaar van het Ocean café. Hij probeert door de serie heen te willen bezuinigen op het café en andere wegen inslaan, maar zonder succes. Als Carly het steeds moeilijker vindt om Cam zowel vriend als baas te zien, besluit Cam om het café geheel over te dragen naar David.

#### Rita Santos
| Personage   | Actrice         | Serie een       | Serie twee     | Serie drie      | Eerste verschijning |
| ----------- | --------------- | --------------- | -------------- | --------------- | ------------------- |
| Rita Santos | Kerith Atkinson | 24 afleveringen | 9 afleveringen | 10 afleveringen | "Meeting Rita"      |

Rita is de schooldirectrice van Zac en zijn vrienden. Ze is een meermin, maar heeft jaren geleden de pod verlaten doordat ze verliefd werd op een landjongen. Ze waren verloofd, maar voordat ze konden trouwen is haar verloofde overleden. Als ze de meerminnen in het vizier ziet, is ze bang dat ze haar geheim verklappen. Rita is namelijk blij met haar leven op het land en wil niet terug naar de pod. Uiteindelijk mogen de meerminnen bij haar blijven wonen en geeft ze hun les. Rita schijnt veel kennis te hebben over de zee, het leven als meermin en de krachten en magie die ze gebruiken. Ze geeft Nixie en Lyla aan het einde van seizoen 1 een maanring (Sirena had er al eentje van haar zus). In seizoen 2 ontvangt ze Mimmi en Ondina met open armen en wordt net als seizoen 1 als kennisbron gebruikt. Ze blijkt ook de beste van de klas te zijn geweest van de meerminnenschool. In seizoen 3 mag Weilan ook bij haar logeren en deelt ze ook haar informatie en kennis uit over de draak. Ze oefent net als de meerminnen hoe je de draak moet vernietigen en wil de draak ook weg hebben. Tijdens seizoen 3 is te zien dat Rita in eerste instantie bang was dat Veridia of een andere meermin haar zou overhalen om terug naar de pod te gaan (dit wil ze niet, wat ook al duidelijk was in seizoen 1). Als Rita wordt geëvalueerd over haar functioneren als schoolhoofd, drinkt ze per ongeluk een toverdrankje en wordt ze heel oud. Hierdoor beseft ze dat de tijd erg snel kan gaan en wat ze dan ook kan verliezen of zal missen. Ze legt dan ook haar functie neer als schoolhoofd en kiest uiteindelijk toch voor de wereld als meermin, haar afkomst. Ze wordt lerares van de meerminnenschool en wordt met open armen ontvangen door Veridia en de southern pod.

#### David
| Personage | Acteur      | Serie een       | Serie twee      | Serie drie      | Eerste verschijning |
| --------- | ----------- | --------------- | --------------- | --------------- | ------------------- |
| David     | Rowan Hills | 24 afleveringen | 13 afleveringen | 16 afleveringen | "Outcasts"          |

David is lief, eerlijk en nuchter en wil altijd helpen als het kan. David werkt in zijn vaders café "Ocean Cafe". Zijn familie is de eigenaar van deze plek en zijn geliefd in de lokale gemeenschap. Hij wordt al snel verliefd op Sirena. Ze kussen voor de eerste keer in aflevering 15 "Sirena's Secret". Hij heeft één broer genaamd Joe. In seizoen 2 ontdekt David een zeemeermin in zee (Evie) en gelooft dat er meerminnen bestaan. Hij vertelt dit iedereen door en verzamelt bewijs, waardoor Sirena op haar hoede moet zijn. Uiteindelijk accepteert David dat meerminnen niet gevonden willen worden en legt het bij zich neer. In de laatste aflevering van het tweede seizoen laat Sirena aan David zien dat zij zelf een meermin is. Hij accepteert dit gelijk. In seizoen 3 heeft David nog steeds een relatie met Sirena, maar ziet hij haar voorlopig niet doordat ze in Hawaï is.Ook ziet David samen met Joe de waterdraak. Joe wil het Ocean café verkopen, David wil dit niet, maar heeft niets te zeggen vanwege het feit dat hij maar half-eigenaar is en Joe de andere helft. David heeft hier dan ook nog niet het geld voor. Later wordt Cam voor de helft eigenaar en aan het einde van de serie is David geheel eigenaar van het café.

#### Carly Morgan
| Personage    | Actrice            | Serie een       | Serie twee     | Serie drie      | Eerste verschijning |
| ------------ | ------------------ | --------------- | -------------- | --------------- | ------------------- |
| Carly Morgan | Brooke Nichole Lee | 17 afleveringen | 8 afleveringen | 16 afleveringen | "Meeting Rita"      |

Carly werkt in het café als bediende en is beste vrienden met Evie. In het eerste seizoen had ze een oogje op David, die helaas voor haar een oogje op Sirena heeft. In seizoen 2 wordt de rol van Carly wat groter. Zo komt zij ook achter het geheim van haar beste vriendin, de meerminnen en Zac. Door seizoen 2 heen komt men achter dat Carly een talent heeft voor zingen en een keer als vervanger voor Sirena heeft gezongen. Ook begint zij gevoelens te krijgen voor Cam, ook al accepteert ze dit eerst niet (doordat ze hem al van jongs af aan kent). Toch geeft ze zichzelf hiervoor over en begint een relatie met Cam. Zelf heeft ze een hekel aan Erik, doordat hij altijd te laat komt op zijn werk. Als Carly op een dag als vervangend manager mag optreden in het café, ontslaat ze Erik. David staat hier ook achter. In seizoen 3 neemt ze de rol als zangeres over van Sirena. Ze heeft nog steeds een relatie met Cam en probeert leuke dingen met hem te doen (veelal vissen). Toch staat het even op knappen als Cam geen activiteit met haar wil doen wat zij leuk vindt. Carly heeft het er erg moeilijk mee als ze te horen krijgt dat het café wellicht gesloten moet worden.

#### Aquata
| Personage | Actrice       | Serie een      | Serie twee     | Serie drie     | Eerste verschijning |
| --------- | ------------- | -------------- | -------------- | -------------- | ------------------- |
| Aquata    | Jenna Rosenow | 3 afleveringen | 0 afleveringen | 0 afleveringen | "Outcasts"          |

Aquata is de oudere zus van Sirena, nadat Sirena, Nixie en Lyla Zac in de maanpoel hebben gelaten, moet ze samen met de pod vertrekken. Tijdens hun afscheid geeft Aquata Sirena haar maanring. Aquata is beste vrienden met Maya (een andere meermin uit de pod)

#### Maya
| Personage | Actrice      | Serie een      | Serie twee     | Serie drie     | Eerste verschijning |
| --------- | ------------ | -------------- | -------------- | -------------- | ------------------- |
| Maya      | Angelee Snow | 1 afleveringen | 0 afleveringen | 0 afleveringen | "Outcasts"          |

Maya is een meermin uit de pod en is beste vrienden met Aquata.

#### Poseidon
| Personage | Actrice | Serie een      | Serie twee     | Serie drie     | Eerste verschijning |
| --------- | ------- | -------------- | -------------- | -------------- | ------------------- |
| Poseidon  | Monte   | 8 afleveringen | 2 afleveringen | 0 afleveringen | "Blizzard"          |

Poseidon is de kat van Rita. Hij heeft het er niet zo op dat Rita de 3 meerminnen in huis neemt. In de aflevering 'Evie times two' komt Poseidon in aanraking met een toverdrankje uit Rita`s grotto en daardoor neemt hij de vorm aan van de eerste persoon die hij ziet en dat was Evie.
- Elke meermin die de eerste keer in aanraking komt met Poseidon, schrikt van hem. Behalve Weilan.

#### Veridia
| Personage | Actrice           | Serie een      | Serie twee     | Serie drie     | Eerste verschijning |
| --------- | ----------------- | -------------- | -------------- | -------------- | ------------------- |
| Veridia   | Natalie O`Donnell | 0 afleveringen | 5 afleveringen | 0 afleveringen | "The seventh Cycle" |

Veridia is het hoofd van de pod en ze gaat over wat de meerminnen doen en wat ze wel en niet mogen doen. Zij geeft Sirena de opdracht om nogmaals te proberen Zacs krachten af te nemen want die avond zou het moeten lukken vanwege een speciale stand van de maan. Ze geeft toestemming aan Ondina en Mimmi om Sirena mee te helpen. Halverwege de serie verbant Veridia Mimmi en Ondina uit de pod, doordat de twee meerminnen voor Zac opkomen. Veridia is ook degene die in de gaten krijgt dat Zac een echte meerman is, doordat hij als enige de kamer kan openen. Veridia kent Rita vroeger van de pod en klas, waar Rita in de top zat. Aan het eind van het seizoen komt Veridia achter dat de kamer niet meer geactiveerd kan worden, doordat de drietand niet aanwezig is. Hierdoor heft ze de verbanning weer op en mogen de meiden terugkeren naar de pod. Als later de kamer toch wordt geactiveerd en voor altijd wordt vernietigd, accepteert Veridia voor het eerst Zac als meerman en Evie als half-meermin. Ze zijn allebei welkom in de pod.

## Rolverdeling
| Acteur             | Rol                    | Seizoen   |
| ------------------ | ---------------------- | --------- |
| Lucy Fry           | Lyla                   | 1         |
| Ivy Latimer        | Nixie                  | 1         |
| Amy Ruffle         | Sirena                 | 1 en 2    |
| Chai Romruen       | Zac Blakely            | 1, 2 en 3 |
| Isabel Durant      | Ondina                 | 2 en 3    |
| Allie Bertram      | Mimmi                  | 2 en 3    |
| Alex Cubis         | Erik                   | 2         |
| Dominic Deutscher  | Cam                    | 1, 2 en 3 |
| Gemma Forsyth      | Evie Mclaren           | 1, 2 en 3 |
| Kerith Atkinson    | Rita Santos            | 1, 2 en 3 |
| Rowan Hills        | David                  | 1, 2 en 3 |
| Brooke Nichole Lee | Carly                  | 1, 2 en 3 |
| John O'Brien       | Rob Blakely            | 1 en 2    |
| Laura Keneally     | Mrs. Blakely           | 1 en 2    |
| Kylie Loveday      | Vroegere Mrs. Blakely  | 2         |
| Nick Wright        | Joe                    | 1, 2 en 3 |
| Angelee Snow       | Maya                   | 1         |
| Jenna Rosenow      | Aquata                 | 1         |
| Monte              | Poseidon               | 1, 2 en 3 |
| Emma Wright        | Hannah                 | 1         |
| Angourie Rice      | Neppy                  | 2         |
| Steve Harman       | Doug Mclaren           | 2         |
| Natalie O`Donnell  | Veridia                | 2 en 3    |
| Reiko Austen       | Lid Mermaid Council #1 | 2         |
| Natalie Prigoone   | Lid Mermaid Council #2 | 2         |
| Linda Ngo          | Weilan                 | 3         |
| Taylor Glockner    | Chris                  | 2 en 3    |
| Mikey Wulff        | Karl                   | 3         |

## Nederlandse stemmen
| Acteur             | Rol          | Nederlandse stem      |
| ------------------ | ------------ | --------------------- |
| Lucy Fry           | Lyla         | Desi van Doeveren     |
| Ivy Latimer        | Nixie        | Canick Hermans        |
| Amy Ruffle         | Sirena       | Stephanie van Rooijen |
| Chai Romruen       | Zac Blakely  | Michael de Vriend     |
| Isabel Durant      | Ondina       | Barbara Sloesen       |
| Allie Bertram      | Mimmi        | Janneke van Dooren    |
| Alex Cubis         | Erik         | Tommie Christiaan     |
| Dominic Deutscher  | Cam          | Ricardo Blei          |
| Gemma Forsyth      | Evie Mclaren | Jantien Euwe          |
| Kerith Atkinson    | Rita Santos  | Nienke Brinkhuis      |
| Rowan Hills        | David        | Mitch Wolterink       |
| Brooke Nichole Lee | Carly        | Sanne Bosman          |
| John O'Brien       | Rob Blakely  | Sander de Heer        |
| Laura Keneally     | Mrs. Blakely | Hymke de Vries        |
| Nick Wright        | Joe          | Maarten Smeele        |
| Angelee Snow       | Maya         | Vera van der Horst    |
| Jenna Rosenow      | Aquata       | Nine Meijer           |
| Steve Harman       | Doug Mclaren | Huub Dikstaal         |
| Angourie Rice      | Neppy        | Eva Kolsteren         |
| Natalie O`Donnell  | Veridia      | Renée van Wegberg     |
| Linda Ngo          | Weilan       | NNB                   |
| Taylor Glockner    | Chris        | Boyan van der Heijden |
| Mikey Wulff        | Karl         | Jip Bartels           |

De Nederlandse nasynchronisatie werd verzorgd door WPP-Wim Pel Productions

## Afleveringen

### Overzicht
| Seizoen | Aantal afleveringen | Uitgezonden      | Uitgezonden      | Uitgezonden      | Uitgezonden   |
| Seizoen | Aantal afleveringen | Begin            | Einde            | Begin            | Einde         |
| ------- | ------------------- | ---------------- | ---------------- | ---------------- | ------------- |
| 1       | 26                  | 26 juli 2013     | 12 januari 2014  | 17 januari 2016  | 30 maart 2016 |
| 2       | 26                  | 15 februari 2015 | 29 mei 2015      | 13 februari 2017 | 7 juni 2017   |
| 3       | 16                  | 15 mei 2016      | 28 augustus 2016 | Onbekend         | Onbekend      |

### Seizoen 1 (2013-2014)
| No. | Aflevering | Titel                       | Regisseur   | Schrijver(s)   | Uitzenddatum                    | Uitzenddatum                      |  |
| --- | ---------- | --------------------------- | ----------- | -------------- | ------------------------------- | --------------------------------- |  |
| 1   | 1          | Outcasts                    | Evan Clarry | Sam Carroll    | 26 juli 2013 (Network Ten)      | 17 januari 2016 (Disney Channel)  |  |
| 2   | 2          | Getting Legs                | Evan Clarry | Anthony Morris | 2 augustus 2013 (Network Ten)   | 24 januari 2016 (Disney Channel)  |  |
| 3   | 3          | Meeting Rita                | Evan Clarry | Max Dann       | 9 augustus 2013 (Network Ten)   | 31 januari 2016 (Disney Channel)  |  |
| 4   | 4          | Lyla Alone                  | Evan Clarry | Simon Butters  | 16 augustus 2013 (Network Ten)  | 7 februari 2016 (Disney Channel)  |  |
| 5   | 5          | Blizzard                    | Evan Clarry | Sam Carroll    | 23 augustus 2013 (Network Ten)  | 14 februari 2016 (Disney Channel) |  |
| 6   | 6          | Dolphin Tale                | Evan Clarry | Chris Roache   | 30 augustus 2013 (Network Ten)  | 21 februari 2016 (Disney Channel) |  |
| 7   | 7          | Zac's Pool Party            | Evan Clarry | Michael Joshua | 6 september 2013 (Network Ten)  | 28 februari 2016 (Disney Channel) |  |
| 8   | 8          | Zac's Return to Mako        | Evan Clarry | Sam Carroll    | 13 september 2013 (Network Ten) | 29 februari 2016 (Disney Channel) |  |
| 9   | 9          | The Siren                   | Evan Clarry | Simon Butters  | 20 september 2013 (Network Ten) | 1 maart 2016 (Disney Channel)     |  |
| 10  | 10         | Zac Returns to Mako         | Evan Clarry | Chris Roache   | 27 september 2013 (Network Ten) | 2 maart 2016 (Disney Channel)     |  |
| 11  | 11         | I Don't Believe in Mermaids | Evan Clarry | Max Dann       | 4 oktober 2013 (Network Ten)    | 3 maart 2016 (Disney Channel)     |  |
| 12  | 12         | Close Call                  | Evan Clarry | Anthony Morris | 11 oktober 2013 (Network Ten)   | 7 maart 2016 (Disney Channel)     |  |
| 13  | 13         | Betrayal                    | Evan Clarry | Michael Joshua | 18 oktober 2013 (Network Ten)   | 8 maart 2016 (Disney Channel)     |  |
| 14  | 14         | Battlelines                 | Grant Brown | Sam Carroll    | 25 oktober 2013 (Network Ten)   | 9 maart 2016 (Disney Channel)     |  |
| 15  | 15         | Sirena's Secret             | Grant Brown | Max Dann       | 1 november 2013 (Network Ten)   | 10 maart 2016 (Disney Channel)    |  |
| 16  | 16         | Truce                       | Grant Brown | Chris Roache   | 8 november 2013 (Eleven)        | 14 maart 2016 (Disney Channel)    |  |
| 17  | 17         | Moon Ring 2                 | Grant Brown | Anthony Morris | 15 november 2013 (Eleven)       | 15 maart 2016 (Disney Channel)    |  |
| 18  | 18         | The Trident Job             | Grant Brown | Michael Joshua | 22 november 2013 (Eleven)       | 16 maart 2016 (Disney Channel)    |  |
| 19  | 19         | Where's the on Button?      | Grant Brown | Justin Gillmer | 29 november 2013 (Eleven)       | 17 maart 2016 (Disney Channel)    |  |
| 20  | 20         | Nowhere to Hide             | Grant Brown | Sam Carroll    | 6 december 2013 (Eleven)        | 21 maart 2016 (Disney Channel)    |  |
| 21  | 21         | Aquata Returns              | Grant Brown | Anthony Morris | 13 december 2013 (Eleven)       | 22 maart 2016 (Disney Channel)    |  |
| 22  | 22         | Evie Times Two              | Grant Brown | Max Dann       | 15 december 2013 (Eleven)       | 23 maart 2016 (Disney Channel)    |  |
| 23  | 23         | Zac's Choice                | Grant Brown | Chris Roache   | 22 december 2013 (Eleven)       | 24 maart 2016 (Disney Channel)    |  |
| 24  | 24         | Trust                       | Grant Brown | Anthony Morris | 29 december 2013 (Eleven)       | 28 maart 2016 (Disney Channel)    |  |
| 25  | 25         | Betrayed                    | Grant Brown | Mark Shirrefs  | 5 januari 2014 (Eleven)         | 29 maart 2016 (Disney Channel)    |  |
| 26  | 26         | Decision Time               | Grant Brown | Sam Carroll    | 12 januari 2014 (Eleven)        | 30 maart 2016 (Disney Channel)    |  |

### Seizoen 2 (2015)
| No. | Aflevering | Titel                     | Regisseur   | Schrijver(s)     | Uitzenddatum              | Uitzenddatum                      |  |
| --- | ---------- | ------------------------- | ----------- | ---------------- | ------------------------- | --------------------------------- |  |
| 27  | 1          | The Seventh Cycle         | Evan Clarry | Sam Carroll      | 15 februari 2015 (Eleven) | 13 februari 2017 (Disney Channel) |  |
| 28  | 2          | Sticky Situation          | Evan Clarry | Max Dann         | 22 februari 2016 (Eleven) | 14 februari 2017 (Disney Channel) |  |
| 29  | 3          | Discovery                 | Evan Clarry | Anthony Morris   | 1 maart 2015 (Eleven)     | 15 februari 2017 (Disney Channel) |  |
| 30  | 4          | A New Tail                | Evan Clarry | Carine Chai      | 8 maart 2015 (Eleven)     | 16 februari 2017 (Disney Channel) |  |
| 31  | 5          | Bad For Business          | Evan Clarry | Gareth Calverley | 15 maart 2015 (Eleven)    | 17 februari 2017 (Disney Channel) |  |
| 32  | 6          | Stormy Seas               | Evan Clarry | Chris Roache     | 22 maart 2015 (Eleven)    | 20 februari 2017 (Disney Channel) |  |
| 33  | 7          | Awakening                 | Evan Clarry | Evan Clarry      | 29 maart 2015 (Eleven)    | 21 februari 2017 (Disney Channel) |  |
| 34  | 8          | Land School               | Evan Clarry | Anthony Morris   | 5 april 2015 (Eleven)     | 22 februari 2017 (Disney Channel) |  |
| 35  | 9          | Stowaway                  | Evan Clarry | Margaret Wilson  | 12 april 2015 (Eleven)    | 23 februari 2017 (Disney Channel) |  |
| 36  | 10         | Keeping The Secret        | Evan Clarry | Chris Hawkshaw   | 19 april 2015 (Eleven)    | 24 februari 2017 (Disney Channel) |  |
| 37  | 11         | Only As Young As You Feel | Evan Clarry | Max Dann         | 26 april 2015 (Eleven)    | 27 februari 2017 (Disney Channel) |  |
| 38  | 12         | Supersized                | Evan Clarry | Mark Shirrefs    | 3 mei 2015 (Eleven)       | 28 februari 2017 (Disney Channel) |  |
| 39  | 13         | Reunion                   | Evan Clarry | Evan Clarry      | 10 mei 2015 (Eleven)      | 1 maart 2017 (Disney Channel)     |  |
| 40  | 14         | A New Man                 | Grant Brown | Sam Carroll      | 17 mei 2015 (Eleven)      | 22 mei 2017 (Disney Channel)      |  |
| 41  | 15         | Careful What You Wish For | Grant Brown | Michael Joshua   | 24 mei 2015 (Eleven)      | 23 mei 2017 (Disney Channel)      |  |
| 42  | 16         | First Date                | Grant Brown | Max Dann         | 31 mei 2015 (Eleven)      | 24 mei 2017 (Disney Channel)      |  |
| 43  | 17         | The Merman Code           | Grant Brown | Sam Carroll      | 7 juni 2015 (Eleven)      | 25 mei 2017 (Disney Channel)      |  |
| 44  | 18         | The Siren                 | Grant Brown | Sam Carroll      | 14 juni 2015 (Eleven)     | 26 mei 2017 (Disney Channel)      |  |
| 45  | 19         | Suprise!                  | Grant Brown | Anthony Morris   | 21 juni 2015 (Eleven)     | 29 mei 2017 (Disney Channel)      |  |
| 46  | 20         | The Job                   | Grant Brown | Sam Carroll      | 28 juni 2015 (Eleven)     | 30 mei 2017 (Disney Channel)      |  |
| 47  | 21         | New Orders                | Grant Brown | Michael Joshua   | 5 juli 2015 (Eleven)      | 31 2017 (Disney Channel)          |  |
| 48  | 22         | The Last Dance            | Grant Brown | Carine Chai      | 12 juli 2015 (Eleven)     | 1 juni 2017 (Disney Channel)      |  |
| 49  | 23         | Stay or Go                | Grant Brown | Max Dann         | 19 juli 2015 (Eleven)     | 2 juni 2017 (Disney Channel)      |  |
| 50  | 24         | The Truth About Evie      | Grant Brown | Sam Carroll      | 26 juli 2015 (Eleven)     | 5 juni 2017 (Disney Channel)      |  |
| 51  | 25         | The Trident Stone         | Grant Brown | Sam Carroll      | 2 augustus 2015 (Eleven)  | 6 juni 2017 (Disney Channel)      |  |
| 52  | 26         | The Chosen One            | Grant Brown | Mark Shirrefs    | 9 augustus 2015 (Eleven)  | 7 juni 2017 (Disney Channel)      |  |

### Seizoen 3 (2016)
| No. | Aflevering | Titel                   | Regisseur    | Schrijver(s)        | Uitzenddatum              | Uitzenddatum |  |
| --- | ---------- | ----------------------- | ------------ | ------------------- | ------------------------- | ------------ |  |
| 53  | 1          | A visit from the east   | Evan Clarry  | Sam Carroll         | 15 mei 2016 (Eleven)      | NNB          |  |
| 54  | 2          | Seeing is believing     | Evan Clarry  | Mark Shirrefs       | 22 mei 2016 (Eleven)      | NNB          |  |
| 55  | 3          | A recipe for succes     | Evan Clarry  | Max Dann            | 29 mei 2016 (Eleven)      | NNB          |  |
| 56  | 4          | Mopping up              | Evan Clarry  | Anthony Morris      | 5 juni 2016 (Eleven)      | NNB          |  |
| 57  | 5          | The puzzle box          | Evan Clarry  | Phil Enchelmaier    | 12 juni 2016 (Eleven)     | NNB          |  |
| 58  | 6          | New beginnings          | Evan Clarry  | Sam Carroll         | 19 juni 2016 (Eleven)     | NNB          |  |
| 59  | 7          | Turning the tide        | Evan Clarry  | Evan Clarry         | 26 juni 2016 (Eleven)     | NNB          |  |
| 60  | 8          | The way of the dragon   | Evan Clarry  | Evan Clarry         | 3 juli 2016 (Eleven)      | NNB          |  |
| 61  | 9          | Reversal of fortune     | Evan Clarry  | Evan Clarry         | 10 juli 2016 (Eleven)     | NNB          |  |
| 62  | 10         | Wishful thinking        | John Hartley | Phil Enchelmaier    | 17 juli 2016 (Eleven)     | NNB          |  |
| 63  | 11         | Lost and found          | John Hartley | Sam Carroll         | 24 juli 2016 (Eleven)     | NNB          |  |
| 64  | 12         | Trust issues            | John Hartley | Tony Cavanaugh      | 31 juli 2016 (Eleven)     | NNB          |  |
| 65  | 13         | Letting go              | John Hartley | Jo Watson           | 7 augustus 2016 (Eleven)  | NNB          |  |
| 66  | 14         | Age before beauty       | John Hartley | Chris Anastassiades | 14 augustus 2016 (Eleven) | NNB          |  |
| 67  | 15         | The legend of Jiao long | John Hartley | Sam Carroll         | 21 augustus 2016 (Eleven) | NNB          |  |
| 68  | 16         | Homecoming              | John Hartley | Mark Shirrefs       | 28 augustus 2016 (Eleven) | NNB          |  |

## Trivia
- Lucy Fry had een cameo in seizoen drie van H2O: Just Add Water. Gemma Forsyth had een cameo in het derde seizoen van die serie en Dominic Deutscher in het tweede seizoen.
- De acteur die de vader van Evie speelt regelt ook de stunts voor Mako Mermaids.
- Voor de rol van Poseidon worden er drie katten gebruikt (twee echte en een neppe), genaamd Monte, Tilly en Stuffy.

## Dvd-uitgaven
- Seizoen 1 is uitgeven in Australië als een: Volume 1 en Volume 2 dvd en ook als een volledig seizoen. In Nederland is Seizoen 1 sinds 2016 uitgebracht met een alleen Nederlandse taal optie.
- Seizoen 2 is uitgeven in Australië als een: Volume 1 en Volume 2 dvd en ook als een volledig seizoen. In Nederland is het tweede seizoen sinds 2018 uitgebracht met een alleen Nederlandse taal optie.
- Seizoen 3 is uitgeven in Australië als een: Volume 1 en Volume 2 dvd en ook als een volledig seizoen. In Nederland is het derde seizoen niet op tv te zien geweest of op (Nederlands gesproken) dvd uitgebracht.